# Ретта
Мариетта Сангай Сирлиф (или Серлиф; англ. Marietta Sangai Sirleaf, род. 12 апреля 1970), профессионально известная как Ретта (англ. Retta) — американская актриса и стендап-комедиантка. Она наиболее известна благодаря роли Донны Мигл в комедийном сериале NBC «Парки и зоны отдыха» (2009—2015). Ретта периодически появлялась в шоу первые два сезона, прежде чем присоединиться к основному составу с третьего.

## Биография
Ретта родилась и выросла в Нью-Джерси и окончила Университет Дьюка в Дареме, Северная Каролина.
Родители Ретты из Либерии, а 24-й президент страны (с 2006 по 2018 год), Элен Джонсон-Серлиф, является её тётей.
В конце 1990-х годов она начала выступать как стендап комик, а затем продолжила карьеру, появляясь в эпизодах ситкомов и варьете-шоу.
После завершения сериала «Парки и зоны отдыха» она присоединилась ко второму сезону сериала Bravo «Руководство подруг к разводу».
В 2018 году на канале NBC выходит сериал Хорошие девчонки, где Ретта входит в основной состав. Сериал считается успешным по мнению критиков, 7 мая 2018 года сериал был продлён на второй сезон.

## Фильмография
| Год  |   | Русское название     | Оригинальное название | Роль                               |
| ---- | - | -------------------- | --------------------- | ---------------------------------- |
| 2002 | ф | Чуваки               | Slackers              | Бруна                              |
| 2007 | ф | Перелом              | Fracture              | Полицейский из комнаты с вещдоками |
| 2007 | ф | Секс и 101 смерть    | Sex and Death 101     | Этель Уолтерс №100                 |
| 2008 | ф | Первое воскресенье   | First Sunday          | Роберта                            |
| 2014 | ф | Половое воспитание   | Sex Ed                | Сидни                              |
| 2016 | ф | Другие люди          | Other People          | Нина                               |
| 2017 | ф | До костей            | To the Bone           | Лобо                               |
| 2017 | ф | Кто наш папа, чувак? | Bastards              | Энни                               |
| 2019 | ф | Хорошие мальчики     | Good Boys             | мать Лукаса                        |
| 2023 | ф | Я не киллер          | Hit man               | Клодетт                            |